# Angelo d'Arrigo
Angelo d'Arrigo, né le 3 avril 1961 à Catane et mort le 26 mars 2006 à Comiso, est un aviateur italien, détenant un certain nombre de records du monde de vol, notamment en ULM et deltaplane.

## Biographie
Diplômé de l'Université des Sports de Paris en 1981, après avoir obtenu les brevets d'un instructeur de vol libre avec deltaplane et parapente, guide de montagne et moniteur de ski, Angelo D'Arrigo s'est distingué dans les compétitions internationales en remportant des championnats du monde et européens de vol libre. Après deux titres mondiaux en ULM, il décide d'arrêter la compétition pour se consacrer à des projets qui associent sa passion du vol à la recherche scientifique aéronautique et aux oiseaux migrateurs, marquant différents records du monde de vol sans moteur.
Surnommé en France « le funambule de l'extrême », Angelo d'Arrigo a réalisé des exploits dans des sports extrêmes assez variés, comme le vol libre et l'alpinisme. Il réalise ses premiers exploits au-dessus des Alpes (mont Blanc, Cervin, Aiguille Verte, etc.), puis participe à un reportage de France 2 au cours duquel il survole l'Etna en éruption.
Ses études sur les oiseaux l'aident à développer sa technique de vol, en la calquant sur celle des grands oiseaux planeurs. En 2001, il réalise ainsi en compagnie de faucons migrateurs, la première traversée en deltaplane et sans moteur du Sahara et de la Méditerranée.
En 2002, il effectue la traversée en Sibérie en deltaplane. Le projet, en collaboration avec l'Institut de recherche russe pour la nature et la protection de Moscou, voit d'Arrigo guider un groupe de grues de Sibérie, espèce menacée, nées en captivité, sur une distance de 5 300 km, les réintroduisant ainsi dans leur habitat naturel.
En 2004, Il est le premier homme à survoler en deltaplane l'Everest avec un aigle népalais, un autre record du monde. L'aventure est racontée dans le documentaire Flying Over Everest  par le réalisateur italien Fabio Toncelli. En 2006, il suit la route de migration du condor sur les montagnes de l'Aconcagua, dans la Cordillère des Andes.
Il meurt le 26 mars 2006 dans un accident aérien près de l'aéroport de Comiso, en Sicile :  l'avion dans lequel il se trouvait en tant que passager s'écrase à une hauteur de 200 mètres. Sa veuve, Laura Mancuso, a créé à sa mémoire la fondation Angelo d'Arrigo, un organisme de bienfaisance en faveur des enfants péruviens.

## Palmarès
- 2005 : Record mondial d'altitude en vol libre sur la cordillère des Andes, 9 100 m
- 2004 : Record mondial d'altitude en vol libre sur l'Everest, 9 000 m
- 2000 : Record mondial d'altitude en vol libre sur l'Etna, 6 400 m
- 1995 : Record mondial d'altitude en deltaplane avec moteur, 9 100 m
- 1994 : Record mondial d'altitude en hydrodeltaplane, 6 500 m
- 1991 : Record mondial de distance sans escale en deltaplane avec moteur, 1 830 km